# Гафтен
Гафтен (нід. Haaften) — село в нідерландській провінції Гелдерланд. Входить до муніципалітету Вест-Бетюве. Перша згадка про населений пункт датується 1160 роком.
Протягом 1818—1977 років мало статус окремого муніципалітету, до якого входило декілька менших сіл.

## Галерея

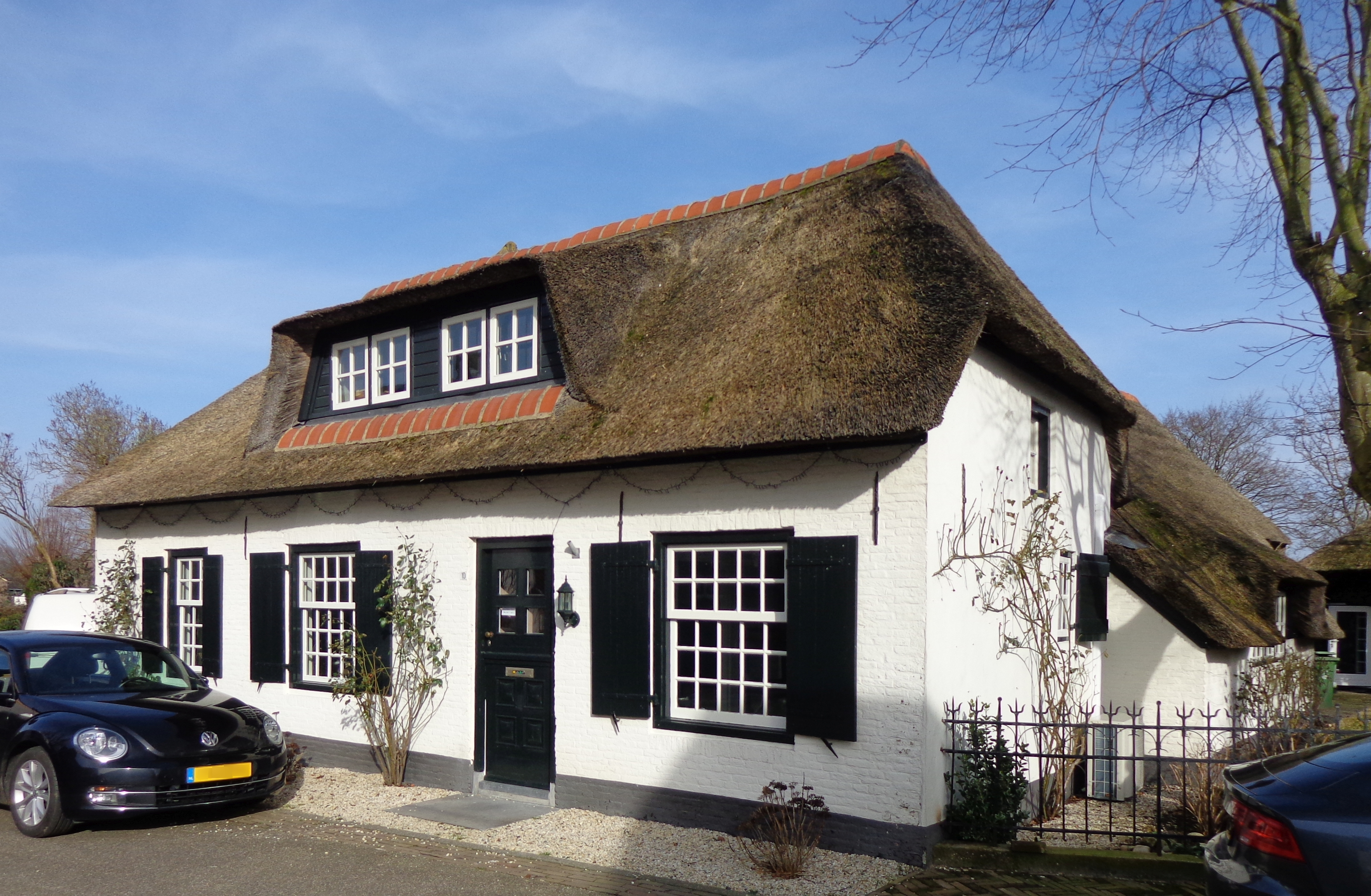
Сільський будинок
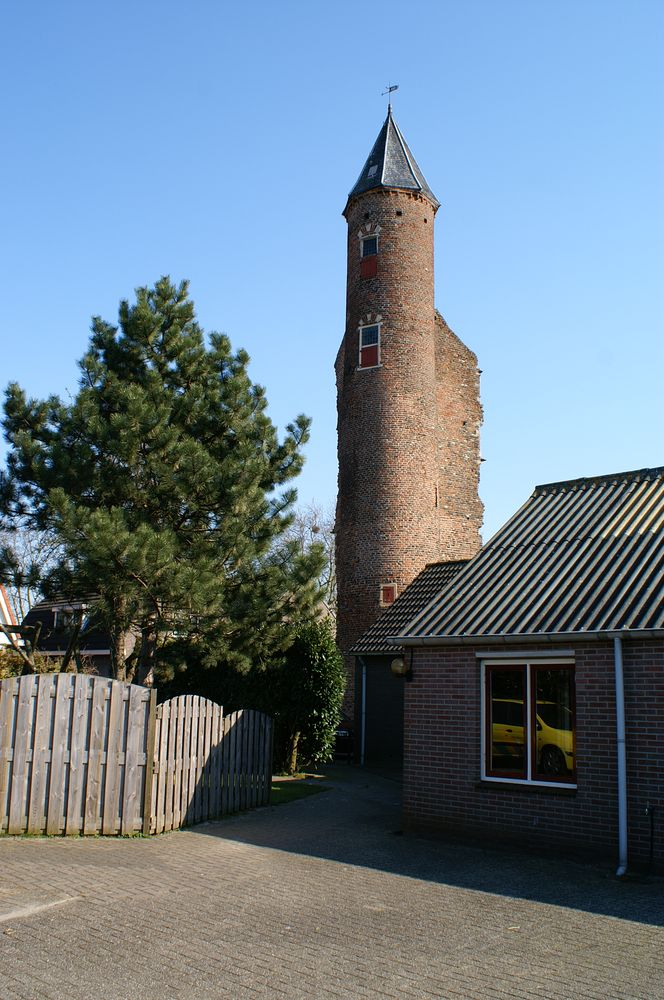
Залишка замку
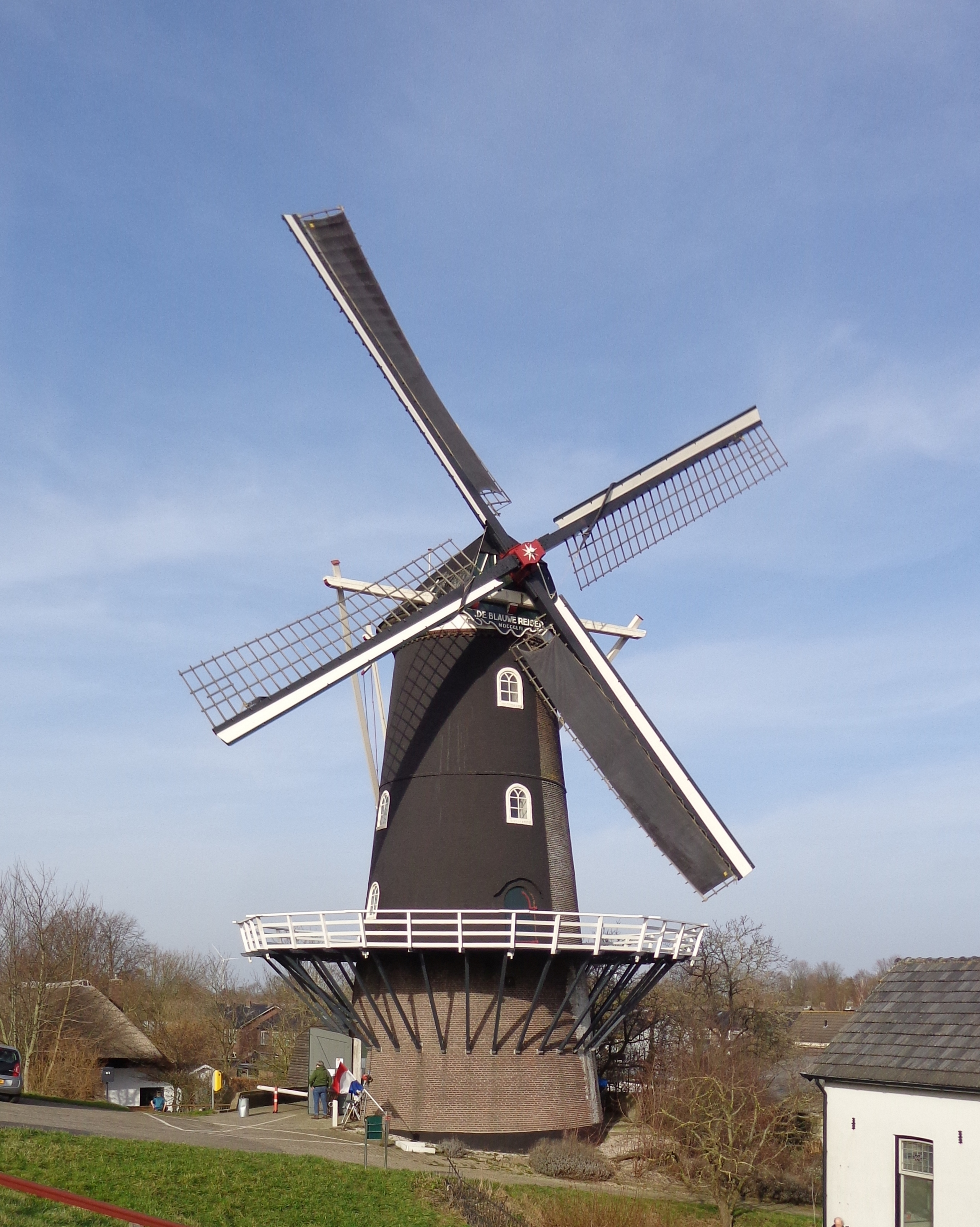
Вітряк
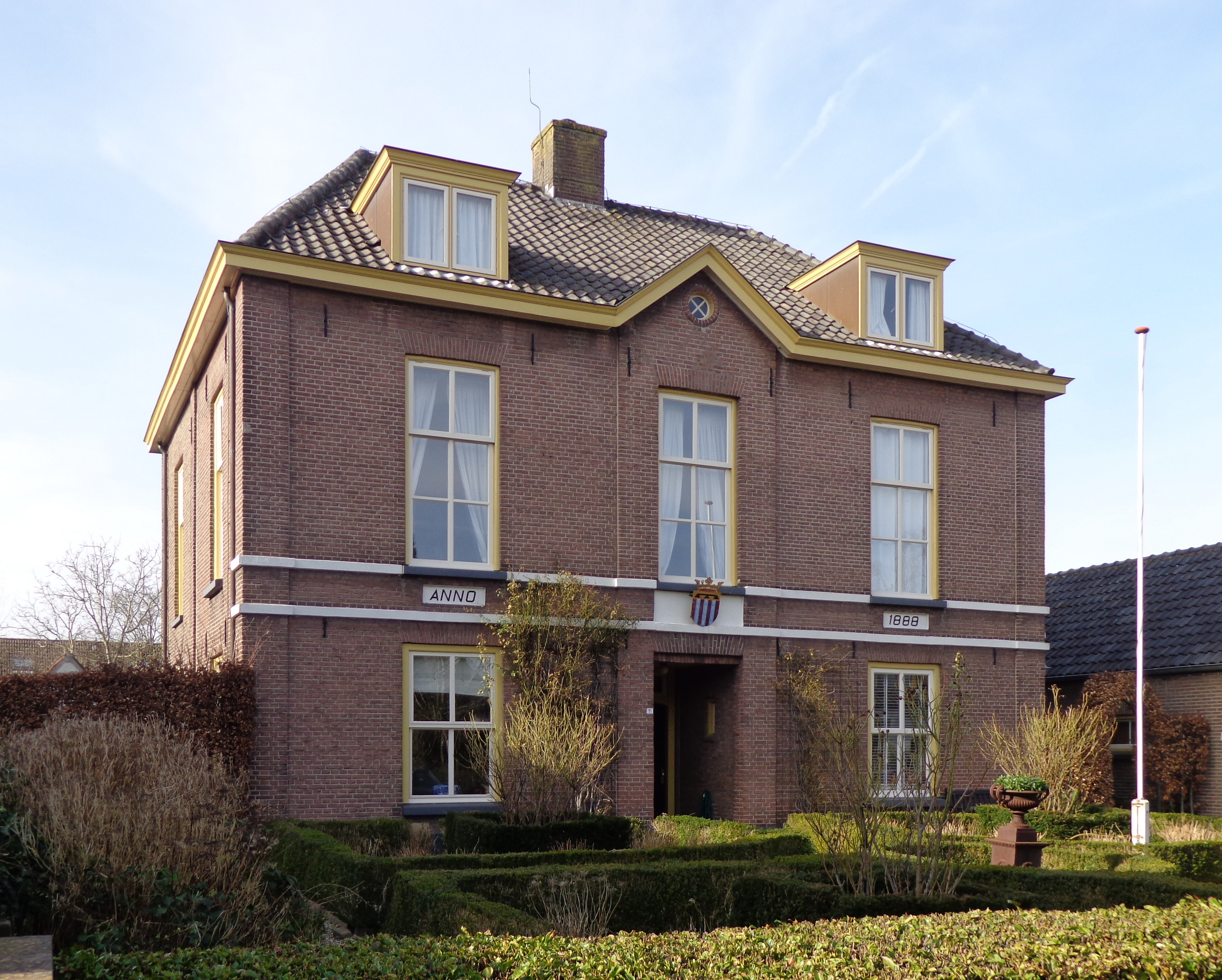
Сільський будинок